# Niță Cireașă
Niță Mircea Cireașă (né le 21 janvier 1965 à Brăila en Roumanie) est un footballeur international roumain qui évoluait au poste de milieu de terrain.

## Biographie
Niță Cireașă évolue en Roumanie et en Belgique.
Il joue deux matchs en Coupe d'Europe des clubs champions avec l'équipe du Steaua Bucarest.
Niță Cireașă reçoit une seule sélection en équipe de Roumanie, le 26 mars 1986, lors d'un match amical contre l'Écosse (défaite 3-0 à Glasgow).

## Palmarès

### Avec leSteaua Bucarest
- Champion de Roumanie en 1987 et 1988
- Vainqueur de la Coupe de Roumanie en 1987
- Finaliste de la Coupe intercontinentale en 1986 (ne joue pas la finale)